# French-American Mid-Ocean Undersea Study
French-American Mid-Ocean Undersea Study (abgekürzt FAMOUS, französisch-amerikanische Mittelatlantik-Unterseestudie) war die Bezeichnung für ein 1971 begonnenes Forschungsvorhaben, in dessen Verlauf es 1973/74 zu Tauchfahrten zum Mittelatlantischen Rücken kam, wobei neue Erkenntnisse über die Vorgänge beim Auseinanderdriften der Erdschollen und die genaue Position der Trennungslinie gewonnen wurden. Die Leitung hatten Xavier Le Pichon, James R. Heirtzler und Robert Ballard inne.

## Zustandekommen der Expedition und Zielsetzung
Das FAMOUS-Unternehmen ergab sich aus einem Kooperationsvertrag zwischen der US-amerikanischen NOAA (National Oceanic and Atmospheric Administration) und der französischen CNEXO (Centre national pour l’exploitation des océans), abgeschlossen 1970 im Verlauf einer Reise des Präsidenten Pompidou. Im November 1971 arbeiteten beide Seiten während eines Treffens in Woods Hole einen Text über das Hauptziel der Aktion aus, das eine Identifikation der Erscheinungen am Rand einer gerade entstehenden Scholle sein sollte. Dass zirka 400 Seemeilen südwestlich der Azoren ein Gebiet als optimal erschien, lag an dort vorhersehbar guten Wetterbedingungen, der relativen Nähe des Tiefwasserhafens Ponta Delgada, einer maximalen Wassertiefe von 3000 Metern und der Kreuzung des „Rifts“ (Grabensenke) mit einer Transformstörung. In zwei Phasen sollte zuerst im August 1973 die Archimède einige Tauchfahrten unternehmen und ein Jahr später in gemeinsamer Anstrengung der Großteil des Projekts abgewickelt werden. Aus den Merkmalen der zur Verfügung stehenden Tauchboote ergab sich die Zuteilung der Einsatzgebiete: Die wendige Cyana passte bestens zur Transformstörung, die im Nordwesten des Untersuchungsgebiets lag, im Süden kletterte die Alvin entlang der Seitenhänge der Grabensenke, und die schwerfällige Archimède kreuzte im Norden dort auf dem Boden des Grabens, wo die Transformstörung ihn abrupt unterbricht.

## Einbruchgraben oder Förderband aufwärts

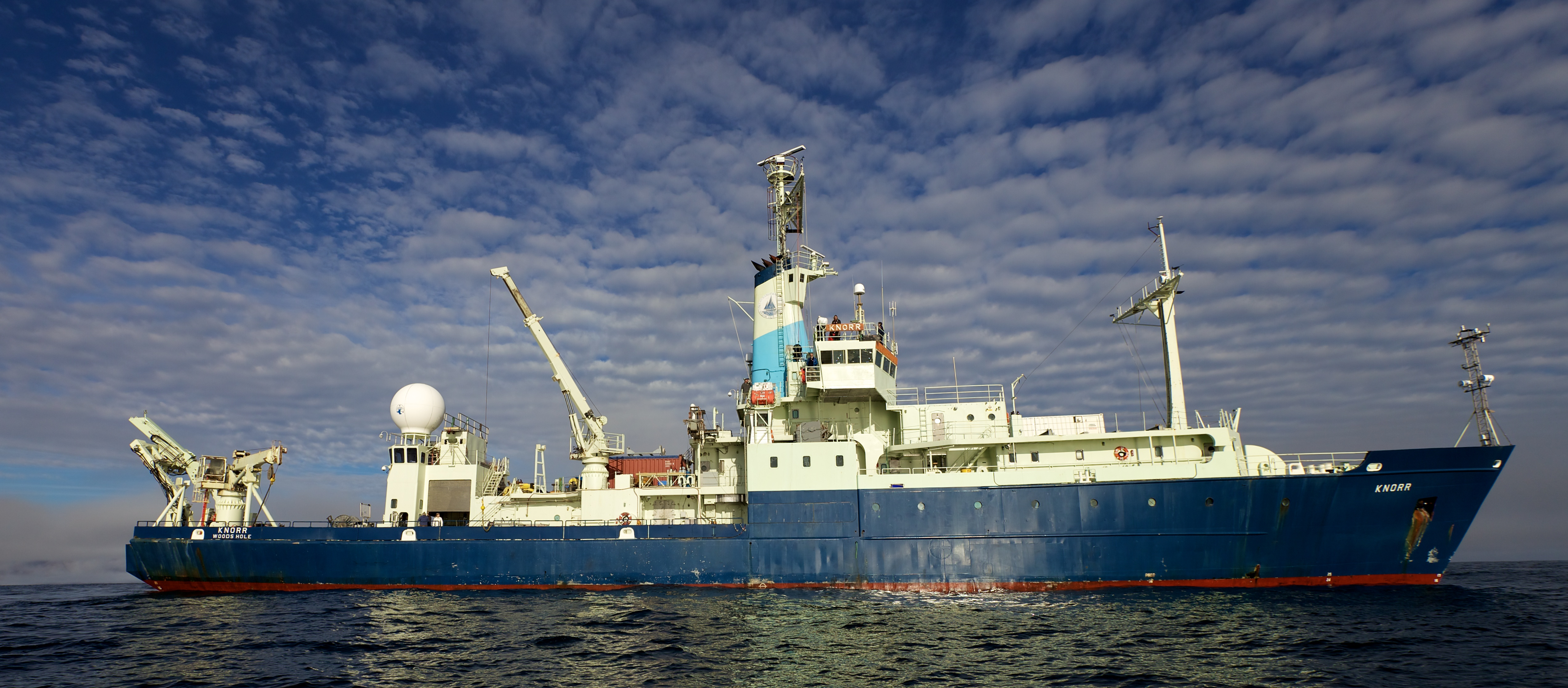
Forschungsschiff Knorr im Jahr 2011

Zu dem bei der Expedition eingesetzten Gerät gehörte auch die Glomar Challenger, die weithin an ihrem Bohrturm zu erkennen war. Um aus den erhaltenen Bohrkernen die richtigen Schlüsse ziehen zu können, war ein möglichst genau kartographierter Meeresgrund nützlich. Hierfür sorgte zunächst das Schiff der US-Marine Knorr. Die Amerikaner hatten es bis Anfang 1974 geschafft, das gesamte Gebiet mit einem Verfahren namens Libec (Light Behind Camera) zu fotografieren und mit Hilfe von Sonar-Geräten Karten für die Tauchgänge anzufertigen. Der hochmodern ausgerüsteten Knorr kamen daneben weitere Aufgeben zu: Für das Tauchboot Alvin war zwar der Katamaran Lulu das Mutterschiff, selbst wurde aber die eher kleine Lulu von der Knorr versorgt. Außerdem schleppte die Knorr kilometerweise Thermosonden über den Meeresgrund zwecks Auffinden von Wasser mit anormal hohen Temperaturen, vergeblich allerdings. Sehr wichtig war die Überwachung der Erdbebentätigkeit mittels Seismographen und Detektor-bestückten Bojen, nicht allein aus wissenschaftlichem Interesse, sondern zur Sicherheit der Tauchboote, deren Widerstandsfähigkeit gegenüber Druckwellen in kritischen Tiefen nicht getestet werden sollte.
Die Kampagne war also zu einem Gutteil überseeischer Natur und die Tauchboote nur Speerspitzen. Unterseeisch war das drei mal sechs Kilometer große Gebiet fiktiv mit zwei sich kreuzenden Strecken markiert, auf denen die Alvin systematisch in 400-Meter-Schritten Proben entnahm. Die Frage war, ob die großen in der Senke zentralen Spaltenvulkane die Grenze zwischen der amerikanischen und afrikanischen Platte anzeigten oder ob die reichlich parallel zu den beiden Steilwänden an deren Sockeln verlaufenden Erhebungen ebenfalls Vulkanismus aufwiesen. Natürlich stellte sich für die Grabensenke auch die Frage nach der Entstehung. War eine unterirdische Magmakammer in allmählicher Entleerung begriffen und eingebrochen oder gab es dieses Tal schon immer und ein förderbandähnlicher Mechanismus transportiert jene Erdkruste, die auf dem inneren Talboden neu entsteht, bis auf das höchste Niveau der angrenzenden Gebirge? Stellte womöglich der innere Talboden insgesamt ein Grenzgebiet mit zufällig verteiltem Vulkanismus dar? Man fand Spalten parallel zur Grabensenke mit einem Höhenunterschied von 10 bis 20 Metern zwischen den Rändern, je weiter weg von der Mitte, desto größer der Versatz. Mit der festgestellten Dichte derartiger Verwerfungen hatte man nicht gerechnet. Letztlich wurde die Bewegung entlang der Schollenkanten nachgewiesen und damit die Förderbandtheorie des Harry Hammond Hess bestätigt. Für die beteiligten Geologen wurde sichtbar, wie die Bruchstelle geformt wird durch große Verwerfungen, die sich in der neu entstandenen ozeanischen Kruste bilden. Die Kantengebiete erwiesen sich mit maximal 1 km Breite als überraschend schmal, aber auch als sehr komplex. Dabei ist das Entstehen der Verwerfungen ein kontinuierlicher Prozess, während vulkanische Aktivität in einem 0,5 bis 1 km breiten mittleren Gebiet nur sporadisch auftritt. Ein Nebeneffekt der erfolgreichen Durchführung des FAMOUS-Projekts war für die Wissenschaftler in den USA eine Ausweitung der Möglichkeiten zur Inanspruchnahme der Mittel der US-Navy (z. B. Trieste, Sea Cliff und Sea Turtle).

## Transformstörung und hydrothermale Ablagerungen
Von französischer Seite aus hatte das Marineschiff D'Entrecasteaux im Mai 1972 mit einem extrem gebündelten Echolotstrahl den Tiefseeboden in einer Art dargestellt, wie sie bis dahin noch nicht bekannt war. Die entstandenen Karten waren zwar mit ihren zehn Meter auseinander liegenden Höhenlinien sehr hilfreich für die Tauchgänge, doch jene Einzelheiten der Bodentopographie, die Informationen über ihre Entstehung und geologische Beschaffenheit lieferten, rangierten im Bereich von einem halben Meter und kleiner, woraus die Berechtigung für den Tauchboot-Einsatz sich ergab. Die untersuchte 20 Kilometer lange Transformstörung ist eine der vielen Unterbrechungen der Grabensenke, bei denen rechtwinklig ein Versatz ihrer Teilstücke auftritt. Begrifflich unterschied man das Transformtal (ungefähr 3 km breit und 600 m tief gegenüber dem Meeresboden) insgesamt und die hierin befindliche noch aktive Transformstörungszone (maximal 1 km breit), die sich als V-förmiger Einschnitt mit relativ steilen Abhängen präsentierte. Die Fortbewegungsgeschwindigkeit der beiden Plateaus wird mit 1 cm/Jahr angenommen, woraus sich ein Alter der Transformstörungszone von 1 Million Jahren ergibt. In zehn Tauchgängen wurde der Querschnitt des Transformtals abgedeckt. Der Abhang erinnerte mit seiner Abfolge senkrechter Staffelbrüche an eine Treppe mit 10 Meter breiten Stufen und Ausschau hielt man an den Verwerfungsfronten nach Spuren der Bewegung – Schliffspuren im Gestein waren geeignet, ein Gleiten nachzuweisen. Ein „wunderschönes Bruchstück mit sehr frischen Bruchkanten und eindeutiger Schieferung“ lieferte unter der Lupe mit seinen Schliffspuren den Nachweis für das zugrundegelegte Modell, und da jene sich in einem 45-Grad-Winkel zur Horizontalen befanden, auch den einer zusätzlichen Vertikalbewegung der Nordwand. Daneben kam es zur Bestätigung jener These, die „Links-Seitenverschiebung“ genannt wird und im betroffenen Terrain eine Verschiebung der mit dem Nordhang beginnenden amerikanischen Scholle nach Westen bedeutet.

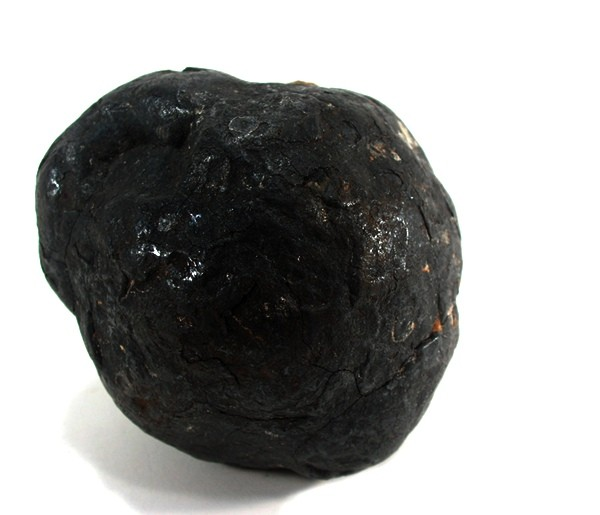
Manganknolle vom Mittelatlantischen Rücken

Ein Zufallsfund führte außerdem zum erstmaligen Auffinden der Mündung einer Quelle, wie sie bei der Entstehung hydrothermaler Ablagerungen vonnöten ist. Eine durch das Bullauge der Cyana zunächst für Fladenlava gehaltene Gesteinsprobe erwies sich bei näherer Untersuchung als hydrothermisches Ausfällungsprodukt: fast gediegenes Mangan. Das Feld dieser Ablagerungen war zirka 15 mal 40 Meter groß und damit das Wiederauffinden weitgehend gebunden an das Erinnerungsvermögen des Wissenschaftlers, der die erst Probe eingesammelt hatte. Doch es gelang: Am 26. Juli 1974 fand die Cyana die Spalte, die in der Breite einen halben und in der Länge mehrere Meter ausmaß. Ausgelegt war die Quellmündung mit rostroten Konkretionen, jedoch zu diesem Zeitpunkt nicht wahrnehmbar aktiv.

## Öffentlichkeitsarbeit
Nach der ersten Phase des FAMOUS-Unternehmens war in Paris im Oktober 1973 vom französischen Industrie- und Forschungsminister Charbonnel eine Pressekonferenz abgehalten worden, die den beiwohnenden Wissenschaftsjournalisten den weit gesteckten Rahmen und die Erfolge der ersten Tauchfahrten klar werden ließ. Das wahrnehmbare öffentliche Interesse veranlasste die Medien im Folgejahr, ihre Reporter ins Operationsgebiet zu entsenden, und die NOAA und CNEXO charterten den Dreimaster Bel Espoir, von dem aus die Presseleute die Tauchversuche vor Ort miterlebten.

## Kritische Situationen
- Am 5. August 1973 kam es in der Tauchkugel der Archimède durch einen Kurzschluss zu einem kleinen Brand mit starker Rauchentwicklung. Die drei Besatzungsmitglieder griffen sich ihre persönlichen Notfall-Atmungsgeräte, doch schien jenes von Bob Ballard nicht zu funktionieren. Es war aber nur ein nicht aufgedrehter Sauerstoffhahn, der ihn fast hätte ersticken lassen.[18]
- Vor Toulon war bei letzten Tests ebenfalls bei der Archimède zu Beginn eines Tauchgangs heftig Wasser durch den Rand der Turmluke geschossen. Der erste Gedanke der Besatzung war, das Luk sei nicht vorschriftsmäßig geschlossen, doch fand sich eine andere Erklärung: Von jenen eisernen Schrotkörnern, die als Ballast dienen, waren beim Einfüllen zwei oder drei auf die Lukenabdichtung gefallen, genug, um eine Undichtigkeit hervorzurufen.[19]
- Am 29. Juni 1974 stand das erste Wassern der bemannten Cyana an, doch trafen ein sehr rauer, kritisch hoher Seegang und eine hierfür ungeübte Besatzung des Mutterschiffs Le Noroît aufeinander, was nach dem Reißen einer Stabilisierungsleine das Tauchboot über Deck schlingern ließ und einige Tage unbrauchbar machte. Außerdem kämpfte man anfangs mit Ausfällen der Antriebsmotoren.[20]
- Am 17. Juli 1974 untersuchte die Alvin einen Gjá und setzte zur Probenentnahme in 2800 Meter Tiefe auf dessen Grund auf. Es herrschte in der 30 Meter tiefen und 6 Meter breiten Spalte jedoch eine Strömung, die das Tauchboot in einen engeren Teil schob und zudem drehte. Zweieinhalb Stunden dauerte es, die Alvin durch Manöver im Zentimeterbereich aus ihrer misslichen Lage zu befreien.[21]

## Ausbeute an Material
Entgegen anfänglichen Zweifeln über ihre Brauchbarkeit zu wissenschaftlichen Zwecken konnten die drei bemannten Tauchboote von ihren Mutterschiffen aus erfolgreich eingesetzt werden. Der untersuchte Abschnitt der Bruchstelle, an der sich der amerikanische und der europäisch-afrikanische Kontinentalblock auseinanderschieben, präsentierte sich als tiefer Trog von 1 bis 5 km Breite und 40 km Länge, der wiederum in einem breiteren Tal liegt. Die drei Tauchboote legten in zusammen 51 Fahrten 91 Kilometer auf dem Meeresgrund zurück und sammelten an 167 Stellen zwei Tonnen genau ausgewählten Gesteins auf. Die 228 Stunden am Meeresboden schlugen sich in 23000 Fotos und Fernsehaufnahmen von 108 Stunden Dauer nieder. Schon vor der zweiten Kampagne hatte die Arbeit der rund 20 Oberflächenschiffe dafür gesorgt, dass im genauest bekannten Unterwassergebiet getaucht wurde, jene der Tauchboote brachte die Neuerung, nicht länger an Land gewonnene geophysikalische Daten auf den Atlantik übertragen zu müssen.

## Referenzen
- FORSCHUNG: Lava im Finstern – Der Spiegel 44/1973.
- Erfolgreiche Tiefsee-Expedition: Elefantenrüssel auf dem Atlantikgrund | ZEIT ONLINE
- Project FAMOUS: Its origin, programs, and setting | GSA Bulletin | GeoScienceWorld
- Exploring The Global Mid-Ocean Ridge : Oceanus Magazine